# Bryophaenocladius polychaetus
Bryophaenocladius polychaetus är en tvåvingeart som beskrevs av Wang, Liu och Epler 2004. Bryophaenocladius polychaetus ingår i släktet Bryophaenocladius och familjen fjädermyggor. Inga underarter finns listade i Catalogue of Life.